# Безгранично
Безгранично (енгл. Limitless) је амерички научно-фантастични трилер снимљен 2011. године у режији Нила Бергера по сценарију Лесли Диксон. У филму, заснованом на новели „Поља таме” из 2001. године, у главним улогама играју Бредли Купер, Аби Корниш, Роберт Де Ниро, Ендру Хауард и Ана Фрил. Филм прати Едварда Мора, младог писца који сплетом околности долази до дроге НЗТ-48 која побољшава памћење и когнитивне функције, и омогућава да у потпуности искористите капацитет свог мозга. Овом дрогом Едвардов живот се побољшава. Безгранично је премијерно приказан 18. марта 2011. године и доживео је успех са зарадом од 161 милион долара , док је буџет за снимање износио 27 милиона долара . Такође, истоимена телевизијска серија почела је са емитовањем 22. септембра 2015. године, али је њено емитовање отказано након једне сезоне. Серија је била замишљена да прати догађаје који су уследили након догађаја филма.

## Улоге
| Глумац                  | Улога                    |
| ----------------------- | ------------------------ |
| Бредли Купер            | Едвард „Еди” Мора        |
| Роберт де Ниро          | Карлос „Карл” Лун        |
| Аби Корниш              | Линди                    |
| Ана Фрил                | Мелиса Гант              |
| Џони Витворт            | Вернон Гант              |
| Ричард Бекинс           | Хенри "Ханк"Атвуд        |
| Роберт Џон Берк         | Доналд "Дон" Пирс        |
| Томас Арана             | човек у платненом капуту |
| Тереза Викторија "Т.В." | Валери                   |
| Патрисија Калембер      | госпођа Атвуд            |
| Ендру Хауард            | Генади                   |
| Нед Ајзенберг           | Морис Бранд              |

## Продукција
„Безгранично”, је филм заснован на новели Алана Глина, „Поља таме”. Филм је режирао Нил Бергер, заснован на сценарију Лесли Диксон. Диксон је написала адаптацију сценарија за мање од регуларног хонорара у замену да буде један од продуцената филма. Она и колега Скот Кропф обратили су се Бергеру у намери да он режира филм, који је тада носио наслов „Поља таме”. Бергер је на своја претходна три филма радио и као сценариста и режисер и ово је била прва сарадња у којој је учествовао само као режисер. Universal Pictures су у априлу 2008. године објавили да ће Шаја ЛаБаф играти главну улогу.
Пројекат су на крају преузели Relativity Media и Ричард Брансон, док је Универзал дистрибуирао филм преко Relativities Rogue Pictures.
До новембра 2009. године Бредли Купер је заменио Шају ЛаБафа у главној улози. Роберт Де Ниро је добио улогу у марту 2010. И снимање „Поља таме” је започето у Филаделфији у мају следеће године. Филм се такође снимао и у Њујорку. За сцену јурњаве аутомобила у Пуерто Ваљартаи, филмска екипа је кренула у потрагу за луксузним аутомобилима. Италијански аутомобилски бренд Мазерати је обезбедио два Мазерати Гранд Турисмо аутомобила без накнаде, у циљу рекламирања своје компаније. До децембра 2010, назив филма „Поља таме” промењен је у „Безгранично”.
При снимању су значајно коришћени ефекти типа бесконачног зума (енг. fractal zooming), мењања актера и предмета у оквиру истог актера (енг. jump-cutting) и out-of-body сцена у циљу што вернијег приказивања ефекта која ова дрога има на протагонисту филма. Зелени екран и техника контроле кадрова (енг. motion control photography) су коришћени да би се произвели визуелни ефекти за приказивање ликова који обављају неку радњу, а затим се измештају одатле и посматрају себе у тој конкретној ситуацији са стране. Уводна сцена монтирана је тако да су фотографије повезане једна са другом користећи различите технике специјалних ефеката.

## Премијера
Светска премијера одржана је у Њујорку 8. марта 2011. године. Истог месеца филм је приказан у 2756 биоскопа широм Америке и Канаде 18. марта 2011.

### Зарада
Филм је остварио 18,9 милиона долара бруто зараде првог викенда приказивања, и био је први на листи зараде, испред филма „Адвокат у точковима (енгл. The Lincoln Lawyer)”. У Великој Британији први пут је приказан 23. марта 2011. године.
Пре премијере филма Box Office Моjo су изјавили да је филм „адут”, мислећи јасно на приказану премису филма и тандем Купер-ДеНиро, али и сумњу у успешну премијеру. Прве недеље приказивања филм се нашао на првом месту. Филм је имао одличну зараду од 79 милиона у Америци и Канади и 157 милиона зараде из биоскопа широм света, насупрот буџета за снимање који је износио 27 милиона долара.

### Критика
Страница Ротен томејтоуз објавила је да је 69% од 199 прегледа имало позитивне утиске, са просечном оценом 6.4 од 10. Званична оцена сајта гласи „Иако има недостатака, сценарију Нила Бергера не мањка визуелне лепоте, док је Бредли Купер на путу да постане звезда”. На сајту Метакритик, који пружа рецензије критичара, добио је резултат 59 од 100, заснован на 37 критика, углавном „просечних и помешаних”.
Роџер Иберт из листа Chicago Sun-Times оценио је филм са 2,5 звезде и изјавио да филм није посебно добар, али да је премиса интригантна. Такође је изјавио да је режисер Нил Бергер користио иновативне визуелне ефекте. На крају је додао: „Филм Безгранично користи 15, можда 20 процента свог мозга. Ипак, то је и даље више од онога колико многи филмови користе.”
Кирк Ханикат из Холивуд репортера је написао: „Филм је требало паметније да се одради.” Сматрајући да се филм слепо држао конвенционалног заплета и жанра приказујући руске гангстере и преваранте Вол стрита. Речи похвале резервисао је за Купера, Аби Корниш и Ану Фриел. Такође је похвалио камеру Џоа Вилијемса и Патриције Фон Бренденстајн.
Роберт Колер из Variety-a рекао је да је филм динамичан и неочекивано забаван трилер. Написао је: „Оно што овај филм чини забавним је то што филм одлази корак даље и подиже коришћење зума и „рибљег ока” на потпуно нови технолошки ниво.” Рекао је коментаришући Куперову изведбу: „Од џангризавог до ултра шармантног са потпуно одговарајућом променом личности, Купер је показао ширину својих глумачких способности и доминирао филмом од почетка до краја. Шармом класичне холивудске звезде, привукао је публику и гласом и стасом, а његова нарација у филму показала се као кључни елемент за хумор.” 
„Безгранично” је добио награду за најбољи трилер на Scream Awards догађају у 2011. години,  и био је номинован за најбољи научно-фантастични филм 2012. године на Saturn Awards-у, али је победу на том фестивалу однео филм „Планета мајмуна”.
О филму, тачније о теми човековог напретка, се дебатовало и у академским круговима.

## Серија
Године 2013. Бредли Купер је објавио да ће он, Лесли Диксон и Скот Копф бити извршни продуценти тв серије засноване на филму. У новембру 2014. године објављено је да ће CBS финансирати пилот епизоду за серију „Безгранично”. Радња серије се наставља тамо где се филм завршио. Улогу главног глумца понео је Брајан Финч.
Пилот епизоду је режирао Марк Веб уместо Бергера који је морао да се повуче због обавеза на пилот епизоди серије Милијарде. Бергер је и даље био извршни продуцент, заједно са Алексом Курцманом, Робертом Орчијем и Хедер Кадин. Пилот епизода тестирана је 1. јуна 2015. године са Џејком Свинијем, Џенифер Карпентер, Хил Харпером и Мери Елизабет Мастрантонио у главним улогама.
Снимање је званично почело у мају 2015. године. Серија је најављена као наставак филма, пре него што је потврђено да ће се Бредли Купер у њој појавити у улози Едварда Море.
Своју премијеру серија је добила 22. септембра 2015. године.  Ипак 25. маја 2016. године, објављено је да је серија отказана после прве сезоне.